# Kujataa
Kujataa – subarktyczna kraina rolnicza w południowej Grenlandii, krajobraz kulturowy wpisany w 2017 roku na listę światowego dziedzictwa UNESCO.

## Położenie
Region znajduje się na terenie gminy Kujalleq w południowej Grenlandii.

## Opis
Region Kujaaty obejmuje świadectwa kultury nordyckich i myśliwych i zbieraczy, którzy przybyli z Islandii w X wieku oraz nordyckich i innuickich społeczności rolniczych oraz innuickich myśliwych. Jest to obszar, gdzie najwcześniej w Arktyce zaczęto rozwijać rolnictwo. Obejmuje niziny, gdzie w najcieplejszych miesiącach średnia temperatura może dochodzić do ponad 10 °C, co umożliwia wypas bydła, kóz i owiec. Krajobraz Kujaaty charakteryzuje się rozległymi, trawiastymi pastwiskami, rozproszonymi osadami z pojedynczymi gospodarstwami otoczonymi polami.